# Cero defectos
Philip Crosby desarrolló el concepto de "Cero Defectos" durante su tiempo en The Martin Company (más tarde parte de Lockheed Martin) en la década de 1960, mientras trabajaba como ingeniero sénior de calidad en el desarrollo del misil MGM-31 Pershing. Crosby introdujo este enfoque innovador en la gestión de calidad de las empresas, basado en la idea de que la calidad debe ser planificada y gestionada desde el principio del proceso de producción, en lugar de depender de la inspección o corrección de errores después de que estos ocurran.
El "Cero Defectos" sostiene que la calidad se logra cuando los procesos están diseñados para prevenir errores desde el inicio. Crosby promovió la idea de que los defectos no deberían ser considerados inevitables, sino que todos los empleados deben asumir la responsabilidad de hacer bien su trabajo desde la primera vez. En The Martin Company, implementó este programa mediante un compromiso claro de la dirección, entrenamiento y concienciación de los empleados, comunicación efectiva, y un sistema de reconocimiento y recompensa para aquellos que cumplían con los altos estándares de calidad.
Este concepto se convirtió en un pilar fundamental en la gestión de calidad, influyendo en metodologías posteriores y cambiando la forma en que las organizaciones abordan la calidad en sus procesos.